# آزار و اذیت شیعیان کشمیر
آزار و اذیت شیعیان کشمیر در زمان قرون وسطی، که در تاریخ کشمیر به عنوان تاراجِ شیعه یاد شده‌است، عبارت است از ده کشتارهای شیعیان کشمیر که در سالهای ۱۵۴۸، ۱۵۸۵، ۱۶۳۶، ۱۶۸۶، ۱۷۱۹، ۱۷۴۱، ۱۷۶۲، ۱۸۰۱، ۱۸۳۱و ۱۸۷۲ میلادی توسط روحانیون سنی و شبه نظامیان منطقه و خارج انجام شده‌است.

## زمینه

آرامگاه میر شمس الدین عراقی

در سال ۱۳۸۱ میلادی، پس از حمله تیمور به ایران، میر سید علی همدانی، یک صوفی ایرانی با تعداد زیادی از شاگردان وارد کشمیر شد و به تبلیغ اسلام پرداخت. او عشق به اهل بیت را در قلب تازه گرویدگان نهادینه کرد و کتابها و رساله‌های زیادی نوشت. تشیع به شکل واضح تر توسط میر شمس الدین عراقی که پدربزرگش سید محمد نور بخش از پیروان میر سید علی همدانی بود و دارای احترام ویژه در ایران، قندهار، کابل و کشمیر بود. میر شمس الدین در سال ۱۴۸۱میلادی وارد کشمیر شد و سپس به ایران بازگشت. بیست سال بعد در سال ۱۵۰۱ میلادی، او به همراه هفتصد صوفیان و مبلغان شیعه مذهب دوباره به کشمیر آمد. در سال ۱۵۰۵ میلادی، پادشاه سلسله شاه میر به تشیع روی آورد و قبیله چکان کشمیر نیز همین کار را کرد. میر شمس الدین عراقی در دره‌های هیمالیا سفر کرد و تشیع را از سکردو به تبت گسترش داد و هزاران هندو و بودایی را به تشیع تبدیل کرد و همزمان دوران حکومت سلسله چکان هم آغاز شد. در سال ۱۵۸۶ میلادی، کشمیر با امپراتوری مغول ادغام شد. مغول‌ها افسران با استعدادی را منصوب کرد و سهم بسزایی در زندگی فرهنگی و اقتصادی کشمیر داشت. در سال ۱۷۵۳ میلادی کشمیر توسط احمد شاه ابدالی فتح شد، که فرزندان وی بر کاشمر حکومت کردند تا اینکه در ۱۸۱۹ میلادی آن را به دست سیک‌ها از دست دادند. با معاهده آمریتسار که در سال ۱۸۴۶ میلادی بین انگلیس و مهاراجه گلاب سینگ جامو امضا شد، کشمیر تحت حکومت دوگرا قرار گرفت.
مطابق فرهنگ نامه انگلیسی کشمیر:
" گفته می‌شود که تعداد سنی‌ها از شیعیان بسیار بیشتر هست… آنها (شیعیان) در محله ننداپور و حسن آباد، نزدیک دریاچه شهر زندگی می‌کنند. اگرچه تعداد آنها بسیار اندک است، اما مردان این فرقه فعال‌ترین، زحمت کش‌ترین و مرفه‌ترین بخش جامعه مسلمانان را تشکیل می‌دهند. بهترین کارگران کاغذ سازی و شال سازان در سرینگر شیعه هستند و برخی از ثروتمندترین مردان شهر به آن فرقه تعلق دارند ".

## حوادث

### تاراج اول
در ۱۵۳۲ میلادی، سلطان سعید خان ارتش تحت فرمان میرزا حیدر دوغلات اعزام نمود که از کاشغر به بلتستان و لداخ حمله کرد. او یک شکست نظامی متحمل شد و پس از مرگ سعید خان، به شاه مغول همایون در آگره پیوست. وی به دعوت یکی از دو جناح رقیب که به‌طور مداوم برای دستیابی به قدرت در کشمیر می‌جنگیدند، با همراهی چهار صد سرباز مغول، به کشمیر بازگشت. او به حکمرانی چک‌ها پایان داد. سلطنت وی سلطنت وحشت بود و شیعیان چاره ای جز تقیه نداشتند.وی نظر دانشمندان اهل سنت را در مورد کتاب فقه احوط اثر سید محمد نوربخش جویا شد، و آنها فتویٰ کفر را صادر نمودند. میرزا دوگلت می‌نویسد:
" بسیاری از مردم کشمیر که به شدت به این فرقه دل بسته بودند، خواه ناخواه آنها را به ایمان واقعی برگرداندم و بسیاری را کشتم. تعدادی از آنها به تصوف پناه بردند اما آنها صوفی واقعی نیستند و چیزی جز اسم از تصوف ندارند. "
سیاست تبعیض مذهبی میرزا روند زوال او را سریع تر کرد. این امر یک شورش همه‌جانبه را برانگیخت و دوغلات در پایان همان سال کشته شد و حکومت چک‌ها دوباره برقرار شد.
به نظر می‌رسد این «تاراج» جزو یک سنت آزار و شکنجه است. بیشتر برده‌های خارجی در کاشغر (سین کیانگ امروزی) شیعیان تاجیک چین می‌بودند. مسلمانان ترک سنی از آنها با عنوان غالچا یاد می‌کردند و به این دلیل که با ساکنان ترک سنی متفاوت بودند، به بردگی گرفته می‌شدند. شیعیان در منطقه خوتان نیز به عنوان برده فروخته می‌شدند. مسلمانان سنی کاشغر شیعیان را به عنوان برده خرید و فروخت می‌کردند.

### تاراج دوم
در سال ۱۵۵۴ میلادی، یک درگیری مذهبی بین سرباز شیعه یوسف ماندیو و یک روحانی سنی حبیب‌الله خوارزمی، قاضی آسیب جدی دید. با این حال، قاضی جان سالم به در برد و یوسف به دلیل تلاش برای قتل وی، با عجله توسط قاضی سنی سنگسار شد. شیعیان خواستار رعایت عدالت و مجازات مردی شدند که حکم سنگسار یوسف را صادر کرد. میرزا مقیم، فرستاده اکبر، قاضی موسی و ملا یوسف را به قتل رساند و در نتیجه درگیری بین دو گروه شیعه و سنی ایجاد شد.
یک درگیری شدید فرقه ای در سال ۱۵۶۸ میلادی رخ داد که منجر به تنش میان حاکم کشمیر و اکبر شد.
در سال ۱۵۸۵ میلادی، میرزا قاسم خان به کشمیر حمله کرد تا آن را به امپراتوری مغول ملحق کند. حکومت چک به پایان رسید و سرانجام در سال ۱۵۸۹ میلادی، اکبر پادشاه مغول به کشمیر آمد.

### تاراج سوم
در اواخر قرن شانزدهم میلادی، احمد سرهندی، روحانی مشهور اهل سنت (۱۵۶۴–۱۶۲۴ م)، رساله ای را تحت عنوان " رد روافض" نگاشته بود تا کشتار شیعیان توسط عبدالله خان ازبک در مشهد را توجیه کند. در این رساله او می‌گوید:
"از آنجا که شیعه لعنت بر ابوبکر، عمر، عثمان و یکی از همسران پاکدامن پیامبر را مجاز می‌داند، که خود خیانت محسوب می‌شود، طبق احکام خداوندی کشتن آنها و ظلم به آنها برای اعتلای دین واقعی، تخریب ساختمانهای آنها و توقیف اموال و دارایی‌های آنها جایز است."
اعتقاد خان که یازده سال پست والی کشمیر را در اختیار داشت، یک ستمگر بیرحم بود. او با شیعیان وحشیانه رفتار کرد. یک صوفی نقشبندی خواجه خاوند محمود و شاگردان احمد سرهندی هم شیعیان را محکوم می‌کردند. در زمان حکومت ظفرخان، در سال ۱۶۳۶ میلادی، در حالی که مردم میوه می‌چیدند، مناظره ای بین یک شیعه و یک سنی رخ داد و به یک حمله همه‌جانبه به محله‌های شیعه منجر شد.

### تاراج چهارم

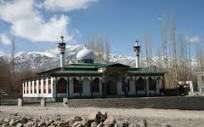
حسینه زادی بل اولین حسینیه ای است که در سال ۱۵۱۸ توسط کاجی چک، وزیر رژیم سلطان محمد، در منطقه کشمیر ساخته شد.

در سال ۱۶۸۴ میلادی، چهارمین تاراج با یک مسئله مالی بین یک تاجر شیعه عبدالشکور و یک سنی به نام صادق آغاز شد. ادعا کردند که عبدالشکور به صحابه پیامبر توهین کرده و یک روحانی محلی علیه او فتوا داد. اهل سنت برای تنبیه دسته‌جمعی محله شیعه نشین حسن‌آباد حمله کردند. ابراهیم خان، والی کشمیر، به او پیشنهاد امنیت داد و سعی در کنترل اوضاع داشت، اما روحانیون سنی موفق شدند شبه نظامیان قبایل سنی پشتون را از کابل بیاورند. آنها فرماندار را وادار کردند که بازرگان شیعه، دو پسر و یک داماد او را تحویل دهد. ملا محمد طاهر مفتی، یک روحانی سنی، سعی کرد جلوی بلوه را بگیرد، اما خانه او را نیز به آتش کشیدند. یکی دیگر از شیعیان مشهور، بابا قاسم، توسط شبه نظامیان متجاوز گرفتار شد، و تحقیر شد و تا حد مرگ شکنجه شد. محل فرماندار ابراهیم خان به آتش کشیده شد. دولت تلاش کرد تا شورش‌ها را کنترل کند و برخی از عاملان فساد با مجازات اعدام روبرو شدند. شاه اورنگ زیب ابراهیم خان را از فرمانداری برکنار کرد و عاملان سنی را آزاد کرد. این حادثه به عنوان بدترین درگیری فرقه ای در زمان حکومت اورنگ زیب یاد شده‌است.

### تاراج پنجم
در سال ۱۷۱۹ میلادی، شاهنشاه محمد شاه به تخت سلطنت مغول نشست. امپراتور قبلی به یک روحانی ملا عبد النبی، معروف به مهتوی خان، مقام ویژه شیخ الاسلام اعطا شده بود. محمد شاه سیاست خود را تغییر داد و ملا را از جایگاه خاص محروم کرد و جاگیر را پس گرفت. ملا تصمیم گرفت با سازماندهی کارزار نفرت علیه هندوها و شیعیان بی نظمی در سلطنت ایجاد کند. این ماجرا به آشوب منجر شد، متعصبان اهل سنت شروع به حمله به خواص هندوها و شیعیان کردند و پلیس برای محافظت از آنها از زور استفاده کرد. در همین حال ملا عبد النبی کشته شد و شایعات مبنی بر توطئه ترور توسط یک سرباز شیعه منتشر شد. طرفداران ملا به رهبری پسرش شرف الدین به محله شیعیان زادی بل حمله کردند. این بی قانونی به مدت دو سال حاکم بود تا اینکه یک نیروی بزرگ مغول در سال ۱۷۲۲ میلادی به فرماندهی عبدالصمد خان از لاهور وارد کشمیر شد و شرف الدین رهبر شورشیان کشته شد. نورمن هولیستر می‌نویسد:
" مسلمانان دوباره برای محاصره و ریختن خون به محله زادی بل رفتند. ساکنان این محله شیعیان بودند. در آنجا آنها شروع به کشتن و سوختن کردند. در ابتدا برای مدت دو روز، مقاومت ادامه داشت، اما سر انجام مهاجمان پیروز شدند. دو تا سه هزار نفر، که در آن محله بودند، از جمله تعداد زیادی از مسافران مغول، با همسران و خانواده‌هایشان کشته شدند. اموالی به ارزش صد هزار روپیه غارت شد و این غارت برای دو یا سه روز ادامه داشت ".
این تاراج همزمان با جنگ قدرت در میان وزیران دهلی بود. عماد الملک برخی از روحانیون اهل سنت را جمع کرد و آنها علیه صفدر جنگ، که شیعه بود، اعلام جهاد کردند تا از ناموس سه خلیفه اول دفاع کند. این اقدام منجر به چندین کشتار خونین شیعیان در کشمیر و پنجاب شد.

### تاراج ششم
در سالهای ۱۷۴۱ تا ۱۷۴۵ میلادی، شورشی علیه فرماندار مغول، عنایت الله ایجاد شد. پس از حمله نادرشاه به دهلی، معاون فرماندار ابو البرکات خان علیه ارباب خود قیام کرد و خود را پادشاه مستقل اعلام کرد و عنایت الله را در سال ۱۷۴۱ میلادی به قتل رساند. امپراتور مغول اسد یار خان را به عنوان فرماندار کشمیر منصوب کرد. این منجر به شورشی به رهبری دیر الله بیگ، با همراهی با برخی از سربازان شیعه شد. ابو برکت خان به عنوان انتقام، جنایات علیه غیرنظامیان شیعه سرینگر انجام داد.

### تاراج هفتم
در سالهای ۱۷۶۲ تا ۱۷۶۴ میلادی، حاکم افغانی کشمیر، بلند خان بامزی، شیعیان را مورد آزار و اذیت قرار داد. در منطقه زیر کنترل امیرخان جوان شیر، که از شیعیان حمایت می‌کرد، شایعه منتشر شد مبنی بر اینکه برخی از شیعیان به حبیب‌الله نوشهری ناسزا گفته‌اند. جمعیت خشمگین اهل سنت به محله زادی بل حمله کرد و خانه‌های متعلق به شیعیان را آتش زد. بلند خان دستور دستگیری شیعیان متهم به کفر را صادر کرد.در سال ۱۷۶۵ میلادی، یک روحانی شیعه حافظ عبدالله به دلیل تبلیغ تشیع، با سر بریدن مجازات شد. در سال ۱۷۸۸ میلادی، هنگامی که فرماندار وقت جمعه خان الکوزائی برای کمک به شاهزاده تیمور به کابل رفت، شورش‌های فرقه ای رخ داد.

### تاراج هشتم
در سال ۱۸۰۳ میلادی، درگیری‌های شدیدی بین شیعه و سنی درگرفت.فرهنگ انگلیسی کشمیر یادداشت می‌کند:
" در زمان حکومت افغان‌ها، شیعیان مجاز نبودند عزاداری محرم را برگزار کنند. در زمان عبدالله خان، که خود را از تخت کابل جدا کرده بود، آنها سعی در مراسم گرفتن داشتند. اما مورد حمله و غارت قرار گرفتند و خانه‌های آنها سوخته شد. حدود ۱۵۰ نفر از آنها (زیرا اون ایام تعداد بسیار کمی در شهر وجود داشت) را جمع کردند، بینی آنها را سوراخ کرده همه آنها را با یک طناب بهم دیگر گره زدند، و مجبور رژه رفتن از بازارها کردند ".

### تاراج نهم
کشمیر در سال ۱۸۱۹ میلادی توسط سیک‌ها فتح شد. این زمانی بود که سید احمد بریلوی، که بعداً به خاطر جنگ علیه امپراتوری سیک مشهور شد، با صدها پیروان خود در شهرهای شمال هند بر علیه عقاید و رسوم شیعه تبلیغ می‌کرد. سید احمد بارها تعزیه‌هایشان را تخریب نمود، امری که منجر به شورش و هرج و مرج شد. همزمان، در دوران فرمانداری بهما سینگ درگیری شدیدی رخ داد. در سال ۱۸۳۱ میلادی، منطقه شیعه نشین زادی بل به آتش کشیده شد.در فرهنگ انگلیسی کشمیر آمده:
" در زمان فرماندار بهما سینگ، شیعیان سعی داشتند جشن محرم را برگزار کنند، اما سنیان خشمگین بر سر آنها افتادند، پانزده نفر از آنها را کشتند و اموال آنها را به یغما بردند و بازرگانان ایرانی، که دو یا سیصد نفر بودند، کشمیر را ترک کرده و از آن زمان هرگز در آنجا اقامت نکرده‌اند ".
در ماه مه ۱۸۳۱ میلادی، سید احمد بریلوی هنگام تلاش برای ورود به کشمیر در بالاکوت کشته شد.

### تاراج دهم
در سال ۱۸۷۲ میلادی، در زمان رنبیر سینگ، حملات وحشیانه علیه شیعیان انجام شد. درگیری بظاهر مذهبی بود اما ریشه اقتصادی را نمی‌توان نادیده گرفت. بازار شال دست شیعیان بود، بخاطر پارچه‌های با کیفیت بالا که توسط بافندگان شیعه زادی بال تولید می‌شد.در فرهنگ انگلیسی کشمیر آمده:
" این اغتشاشات برای یک هفته ادامه داشت، و برای مدتی مانع تلاش‌های فرماندار شد. وی سرانجام خواستار کمک به نیروها شد. منطقه‌ها به خرابه‌ها تبدیل شدند؛ و تجارت برای مدتی کاملا متوقف شد. بخش بزرگی از شهر در حال خالی شدن بود. شیعیان به هر سمت فرار می‌کردند. برخی به دنبال امنیت در کوه‌ها پناه بردند. عده ای دیگر در شهر در مکانهای مخفی ماندند. بسیاری از زنان و کودکان شیعه از دست هم کیشان خشمگین خود در خانه‌های هندوها پناهندگی یافتند. وقتی نظم به طور کامل برقرار شد، سرکرده‌های شورش دستگیر و زندانی شدند، علاوه بر صدها یا هزاران نفر، از قشر فقیر."